# Olympische Jugend-Sommerspiele 2010/Teilnehmer (Mali)
| Gelbes Symbol für Goldmedaillen mit stilisierten Olympischen Ringen | Graues Symbol für Silbermedaillen mit stilisierten Olympischen Ringen | Braundes Symbol für Bronzemedaillen mit stilisierten Olympischen Ringen |
| ------------------------------------------------------------------- | --------------------------------------------------------------------- | ----------------------------------------------------------------------- |
| —                                                                   | —                                                                     | —                                                                       |

Die Jugend-Olympiamannschaft aus Mali für die I. Olympischen Jugend-Sommerspiele vom 14. bis 26. August 2010 in Singapur bestand aus sieben Athleten.

## Athleten nach Sportarten

### Basketball
Mädchen
- Fanta Charles Guindo
- M'bamakan Kanoute
- Sadio Konate
- Aissata Toure
3 × 3: 14. Platz

### Leichtathletik
| Mädchen - Hawa Diarra 100 m: 21. Platz | Jungen - Fousseyni Tamboura 400 m: 18. Platz |

### Taekwondo
Mädchen
- Kadiatou Diallo
Klasse bis 63 kg: 9. Platz